# 2022年亞洲運動會象棋比賽
2022年亞洲運動會象棋比赛，是因2019冠状病毒病疫情而延期至2023年进行的第19屆亞洲運動會的其中一項競賽項目，于2023年9月28日至10月7日在杭州棋院（智力大厦）棋类馆举行。
时隔13年，象棋重返亚运会。此次比赛设男子个人赛、女子个人赛、男女团体赛三个比赛项目。个人赛时间为9月24日至27日，团体赛时间为9月29日至10月7日。

## 赛程
以下是象棋项目的比赛赛程：
| P | 比赛 | F | 决赛 |

| 日期→项目↓ | 2023年9月   | 2023年9月   | 2023年9月   | 2023年10月 | 2023年10月 | 2023年10月 | 2023年10月 | 2023年10月 | 2023年10月 | 2023年10月 |
| 日期→项目↓ | 28日 （四） | 29日 （五） | 30日 （六） | 1日 （日） | 2日 （一） | 3日 （二） | 4日 （三） | 5日 （四） | 6日 （五） | 7日 （六） |
| ---------- | ----------- | ----------- | ----------- | ---------- | ---------- | ---------- | ---------- | ---------- | ---------- | ---------- |
| 男子个人   |             |             |             |            |            | P          | P          | P          | P          | F          |
| 女子个人   |             |             |             |            |            | P          | P          | P          | P          | F          |
| 混合团体   | P           | P           | P           | P          | F          |            |            |            |            |            |

## 参赛代表团
共有来自于9个代表团的39名运动员参加象棋比赛：
- 柬埔寨（2）
- 中国（10）
- 中华台北（5）
- 中国香港（5）
- 中国澳门（3）
- 马来西亚（3）
- 新加坡（4）
- 泰国（6）
- 越南（6）

## 獎牌榜
*   主办国家/地区（中国）
| 排名                | 代表团              | 金牌 | 銀牌 | 銅牌 | 总计 |
| ------------------- | ------------------- | ---- | ---- | ---- | ---- |
| 1                   | 中国*               | 3    | 2    | 0    | 5    |
| 2                   | 越南                | 0    | 1    | 1    | 2    |
| 3                   | 中国香港            | 0    | 0    | 1    | 1    |
| 3                   | 新加坡              | 0    | 0    | 1    | 1    |
| 总计（共4个代表团） | 总计（共4个代表团） | 3    | 3    | 3    | 9    |

## 奖牌得主
| 項目     | 金牌                                                   | 银牌                                                         | 铜牌                                                |
| 男子个人 | 郑惟桐 · 中国（CHN）                                   | 赵鑫鑫 · 中国（CHN）                                         | 赖理兄 · 越南（VIE）                                |
| 女子个人 | 左文静 · 中国（CHN）                                   | 王琳娜 · 中国（CHN）                                         | 吴兰香 · 新加坡（SGP）                              |
| 混合团体 | 中国（CHN） · 王琳娜 · 汪洋 · 赵鑫鑫 · 郑惟桐 · 左文静 | 越南（VIE） · 黎氏金鸾 · 赖理兄 · 阮黄燕 · 阮成保 · 阮明日光 | 中国香港（HKG） · 陳振杰 · 馮家俊 · 林嘉欣 · 黃學謙 |